# Air Force Medal
De Air Force Medal is een onderscheiding van het Verenigd Koninkrijk. De medaille is de evenknie van de Distinguished Flying Medal maar wordt voor dapperheid die niet in een actie tegen de vijand werd getoond toegekend. De medaille werd in het verleden overal in het Britse Gemenebest toegekend maar de landen van het Gemenebest hebben naarmate het staatsverband losser werd steeds meer eigen onderscheidingen ingesteld.
De medaille werd op 3 juni 1918 ingesteld door George V van het Verenigd Koninkrijk. Ze werd tot 1993 aan manschappen en onderofficieren uitgereikt. Officieren ontvingen voor vergelijkbare wapenfeiten een Air Force Cross. Tijdelijk benoemde officieren van de Britse Luchtmacht, de zogenaamde Warrant Officers konden wel met de Air Force Medal worden onderscheiden.
In de hiërarchie van dapperheidsonderscheidingen komt de medaille na de Distinguished Flying Medal maar vóór de Queen's Gallantry Medal.
Tijdens de Tweede Wereldoorlog werd de medaille 259 maal uitgereikt.
De dragers mogen de postnominale letters "AFM" voeren. In 1993 werd de Air Force Medal afgeschaft en voor alle rangen vervangen door het Air Force Cross.
De zilveren medaille is ovaal en wordt aan een gesp en een diagonaal rood-wit gestreept lint op de linkerborst gedragen. De rode en witte strepen zijn dunner dan die op het lint van het Distinguished Flying Cross.
| Batons van de Air Force Medal | Batons van de Air Force Medal | Batons van de Air Force Medal | Batons van de Air Force Medal |
|                               | AFM                           | AFM en gesp                   |                               |
| ----------------------------- | ----------------------------- | ----------------------------- | ----------------------------- |
| 1918–1919                     |                               |                               |                               |
| 1919–1993                     |                               |                               |                               |